# Tough as Nails Nederland
Tough as Nails Nederland is een televisieprogramma van de Nederlandse omroep Veronica. Het programma is gebaseerd op de Amerikaanse realitycompetitie Tough as Nails van CBS, dat daar startte in juli 2020. De presentatie van het programma is in handen van Edson da Graça en Jelka van Houten. Het eerste seizoen begon op 9 januari 2023.

## Opzet
In het wedstrijdprogramma worden de deelnemers getest op hun kracht, uithoudingsvermogen, vaardigheden en mentale weerbaarheid op echte werklocaties. In het televisieprogramma spelen alledaagse Nederlanders de hoofdrol die het in twee teams tegen elkaar opnemen. Er zijn zowel 5-tegen-5-spellen als individuele opdrachten. Uiteindelijk wordt er gestreden om een hoofdprijs van 10.000 euro.